# Gehennah
Gehennah je švédská metalová kapela. Zformovala se v roce 1992 pod názvem Gehenna, v roce 1994 se přejmenovala na současný název. Hraje kombinaci thrash metalu a black metalu z 80. let 20. století, členové svůj styl nazývají „street metal“ a nechtějí být spojováni se severským black metalem, který nabyl výrazně na popularitě v 90. letech 20. století. Mezi témata kapely patří alkohol a pouliční rvačky.

## Historie
Kapela vznikla v roce 1992 jako Gehenna ve složení Mr. Violence (vokály), Garm Stringburner (kytara), Ronnie ‘Ripper’ Olsson (baskytara) a Captain Cannibal (bicí). Její členové chtěli hrát black metal na způsob starých skupin a zpočátku vytvářeli především coververze legendární anglické kapely Venom, která jim byla největším vzorem. Mezi další inspirativní skupiny patřily např. němečtí Sodom a angličtí Motörhead.
První demo Kill vyšlo v roce 1993, druhé Brilliant Loud Overlords of Destruction v roce 1994. Díky němu zaujali hudební vydavatelství Primitive Art Records, které v roce 1995 vydalo jejich debutní studiové album s názvem Hardrocker. V té době se již kapela jmenovala Gehennah (názvem Gehenna disponovalo více hudebních skupin, na popularitě nabývala norská blackmetalová skupina Gehenna založená v roce 1993). Primitive Art Records vydalo roku 1995 i vánoční EP No Fucking Christmas!, na jehož obalu je Santa Claus v zaměřovači zbraně a které obsahuje dvě skladby Sathana Claus a Merry Shitmas! Tohoto EP se prodalo cca 500 kusů.
Další dlouhohrající deska King of the Sidewalk už vyšla v roce 1996 u zavedené francouzské firmy Osmose Productions.

## Diskografie

### Dema
- Kill (1993)
- Brilliant Loud Overlords of Destruction (1994)
- Hell Beer (Advancetape '95) (1995)

### Studiová alba
- Hardrocker (1995)[1]
- King of the Sidewalk (1996)
- Decibel Rebel (1997)

### EP
- No Fucking Christmas! (1995)
- 10 Years of Fucked Up Behaviour (2003)
- Metal Police (2014)[3]

+ několik split nahrávek